# 戈壁盗龙属
戈壁盗龙（属名：Gobiraptor）是蒙古晚白垩世马斯特里赫特阶耐梅盖特组的一属偷蛋龙科恐龙，模式种兼唯一种是小戈壁盗龙（Gobiraptor minutus），所知于一件不完整的单一骨骼――正模标本MPC-D 102/111。研究发现，戈壁盗龙和其它与之共享栖息地的偷蛋龙科没有密切关系。

## 发现与命名

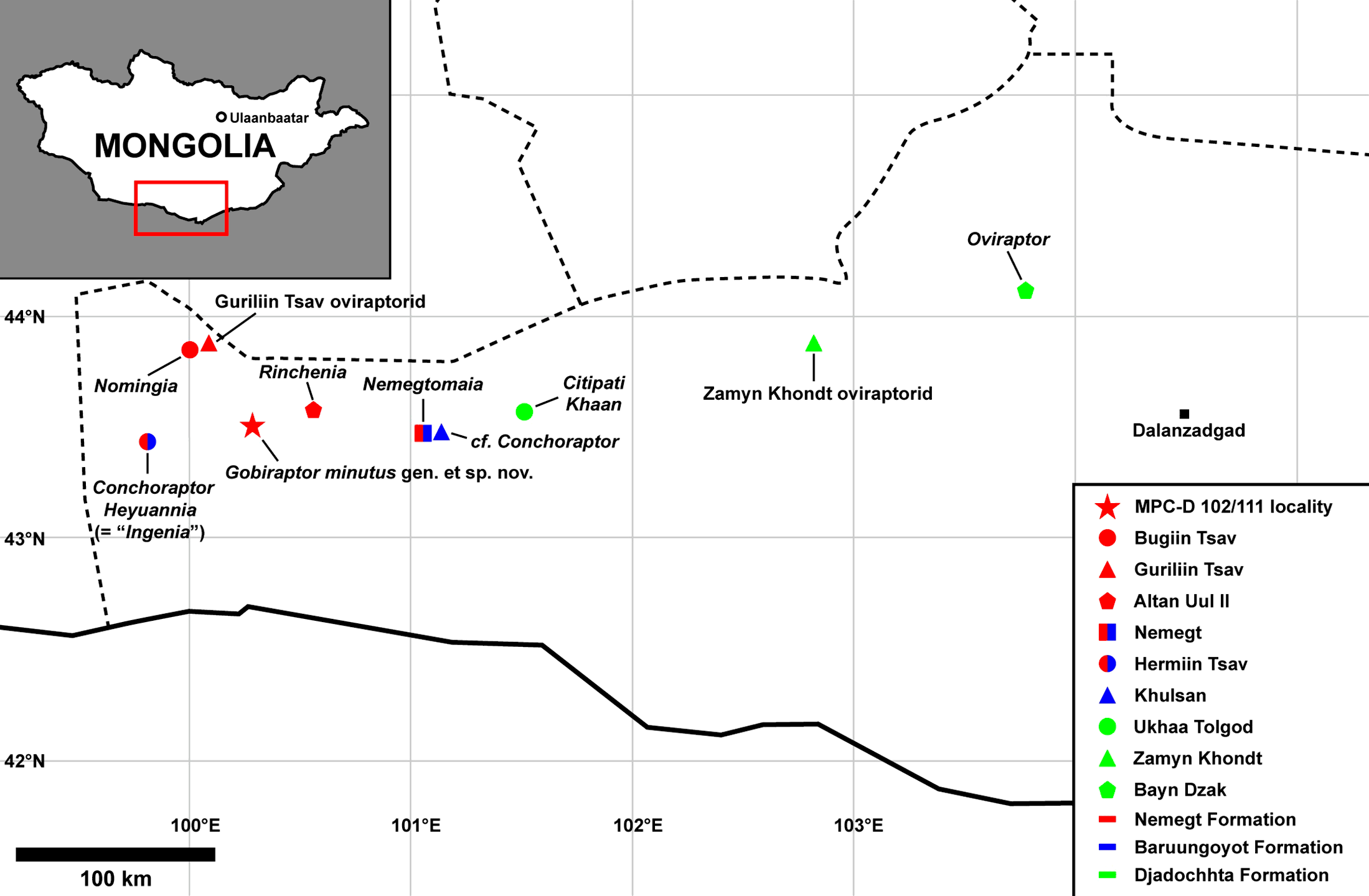
此地图展示了戈壁沙漠中戈壁盗龙（★）与其它偷蛋龙类的化石发现地

2008年，韩国-蒙古国际恐龙探险队在戈壁沙漠中南戈壁省的阿尔坦地（Altan Uul III site）发现一具偷蛋龙科化石。此化石随后由金多权（Do Kwon Kim）进行准备。
2019年，模式种小戈壁盗龙（Gobiraptor minutus）由李成金（Sungjin Lee）、李永南（Yuong Nam Lee）、阿努苏·钦萨米（Anusuya Chinsamy）、吕君昌、瑞钦·巴思钵（Rinchen Barsbold）和钦佐里格·朝格特巴塔尔（Khishigjav Tsogtbaatar）命名并叙述。属名取自化石发现地戈壁沙漠和拉丁语单词raptor，意为“盗贼”。种名在拉丁语中意为“微小的”，指标本体型较小。由于该名称是在电子杂志上公布的，因此需要生命科学标识符来保证其有效性。该属的标识符为16FF31F-8492-4BB4-9961-53E586A136EC，该物种的标识符则为53F0E7D7-EB76-4B8F-8801-AED4FE792E8C。
正模标本MPC-D102/111是在耐梅盖特组中发现的，可追溯到马斯特里赫特阶早期，距今约7000万年，由带有颅骨的部分骨骼组成，包括：颅骨下侧、一个左眶后骨、下颌骨、最后一节与两节前尾椎相连的骶椎、一个由七个前或中尾椎组成的椎系列、人字形骨、带有一小块肱骨的右肩关节、骨盆、两个腿骨以及左脚，代表了一具未成年个体。

## 叙述

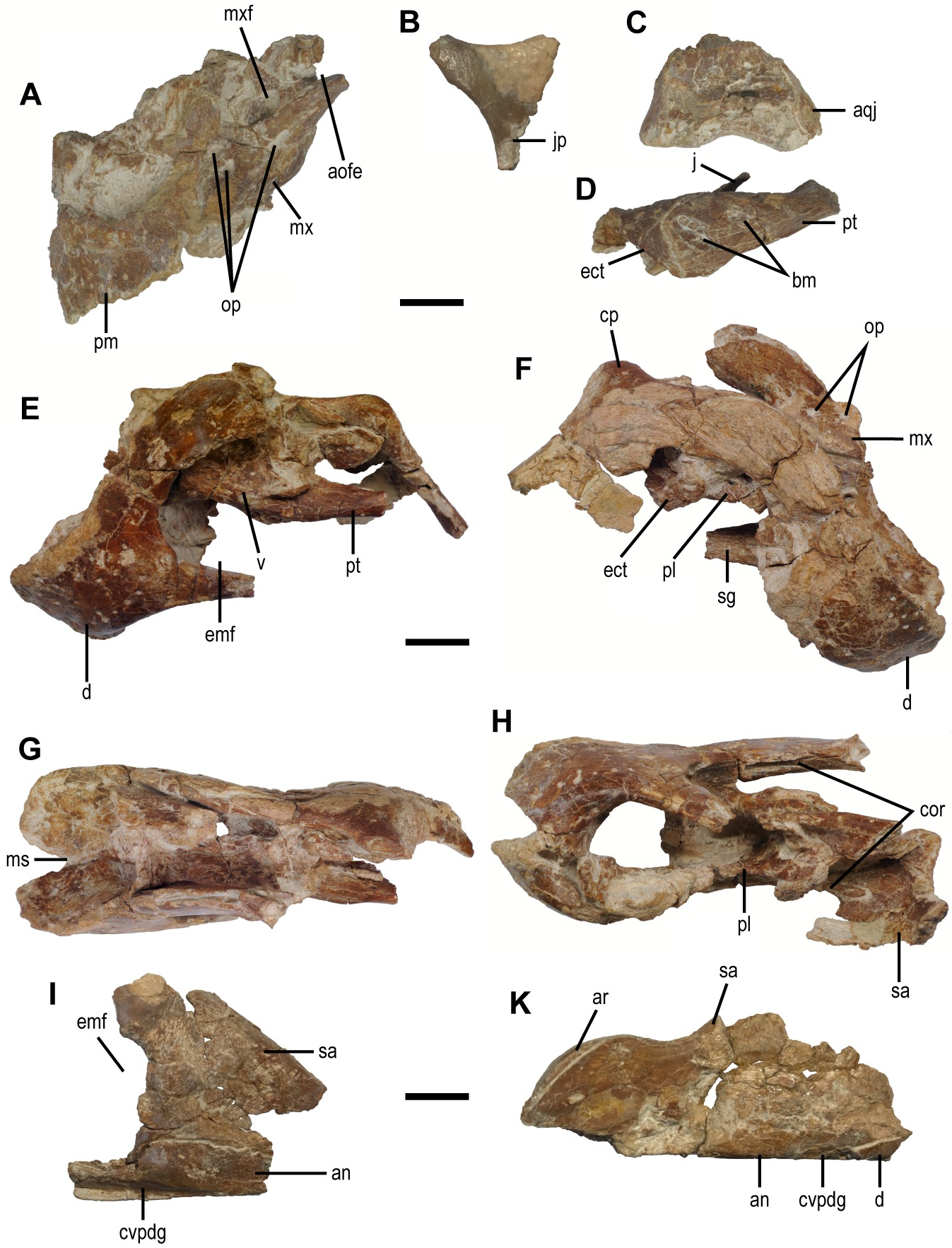
颅后骨骼

叙述作者指出了该属的一些显著特征，其中部分为自衍徵，即独特的衍生特征：方骨具有与方轭骨曲面所接触的平面；下颌骨联合在前部融合，顶端和前端异常增厚，而上表面向后扩张；每颗牙齿顶端的内侧都有一个初级的研磨轴，上面有四个小型椭圆形咬合孔，内边缘有一个发育不良的嵴；喙骨楔入齿骨突的上后部。
此外，该属具有几个独特的特征组合，而这些特征本身并不独特：齿骨的大型外侧开口前部水平拉长；齿骨前部没有下支，有助于骨骼融合；喙骨单独存在；股骨上，小转子与大转子被一道清晰的缝隙分开。

## 古生态学
戈壁盗龙生活在一个半干旱的湿地，由于其脚部不呈弓形，看似并不适合奔跑，因此作者认为它不太可能是食肉动物。其每个齿骨的顶部都有一个磨片，表面有小孔，厚实的前下颚专门用来粉碎双壳类等食物（如甲食性和种食性）。